# Fungia taiwanensis
Fungia taiwanensis är en korallart som beskrevs av Bert W. Hoeksema och Dai 1991. Fungia taiwanensis ingår i släktet Fungia och familjen Fungiidae. IUCN kategoriserar arten globalt som sårbar. Inga underarter finns listade i Catalogue of Life.